# Achacja
Achacja – imię żeńskie pochodzenia greckiego, oznaczające „cierniste drzewo”, związane z nazwą botaniczną drzewa akacjowego wywodzącą się z łaciny. Odpowiednik męskich imion Achacy, Achacjusz.
Achacja imieniny obchodzi 2 stycznia, 27 lutego, 31 marca, 9 kwietnia, 8 maja, 22 czerwca i 28 lipca.
W innych językach:
- ang. Acacia, warianty: Cacia, Cacie, Casey, Casha, Casia, Cassie, Cassy, Caysha, Kacey, Kacie, Kasey, Kasi, Kassja, Kassy, Keisha.